# Stephen Emmott

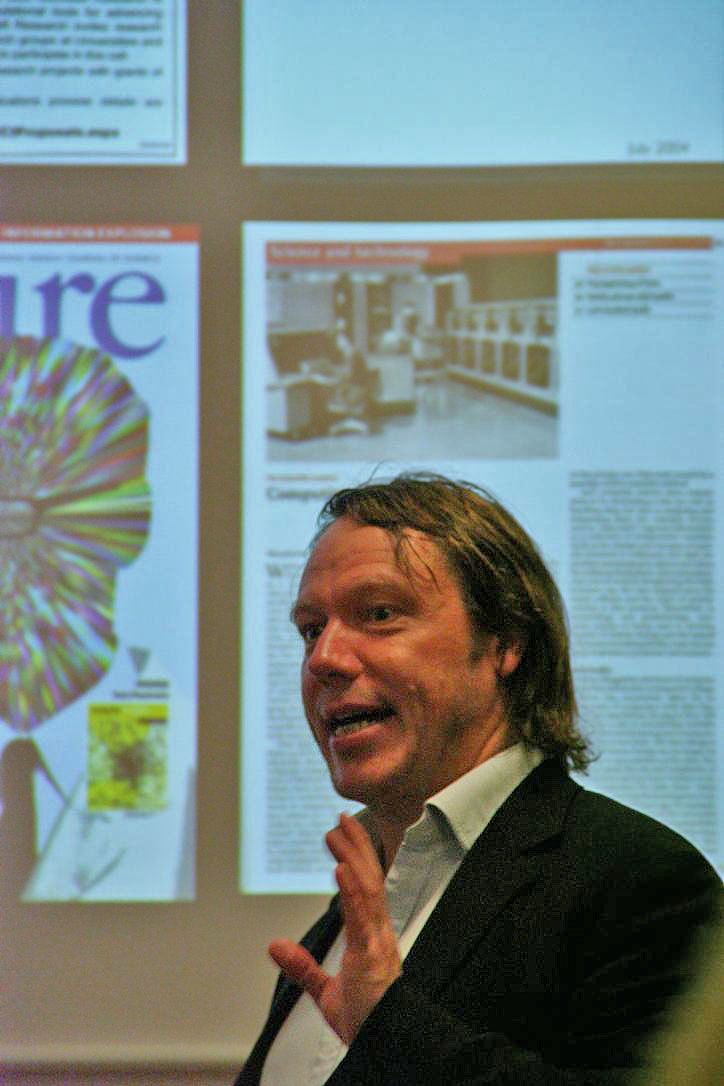
Stephen Emmott (2006)

Stephen J. Emmott (* 3. Juni 1960 in Keighley) ist ein britischer  Hochschullehrer, Autor und Wissenschaftler, der sich mit dem Fachgebiet Wissenschaftliches Rechnen (Computational Science) befasst. International bekannt wurde Emmott durch sein Buch Zehn Milliarden.

## Leben
Emmott legte 1987 an der University of York das Bachelorexamen im Wissenschaftsbereich Experimentelle Psychologie ab. Nach seinem Abschluss dort ging er an die University of Sterling in Stirling, Schottland und wurde dort 1993 im Fach Computational Neuroscience promoviert. In den Jahren von 1993 bis 1996 war er an den Bell Laboratories in Murray Hill, New Jersey, USA tätig und war dann von 1997 bis 2001 der Direktor und Chef-Wissenschaftler im Advanced Research Laboratory der NCR Corporation in Duluth (Georgia), USA. Seit 2004 ist er Leiter des Bereichs Wissenschaftliches Rechnen bei Microsoft Research im englischen Cambridge.
Emmott ist Gastdozent am University College London und an der University of Oxford.

## Schriften (Auswahl)
- The Visual Processing of Text. These zur Promotion an der University of Stirling, 1993.
- Ten Billion. Vintage Books, New York City 2013, ISBN 978-0-345806475.
  - Zehn Milliarden. Übersetzt von A. C. Burger, Suhrkamp, Berlin 2013, ISBN 3-518-42385-1. Suhrkamp 2014, ISBN 3-518-46560-0.[1]